# Amazonía del Perú

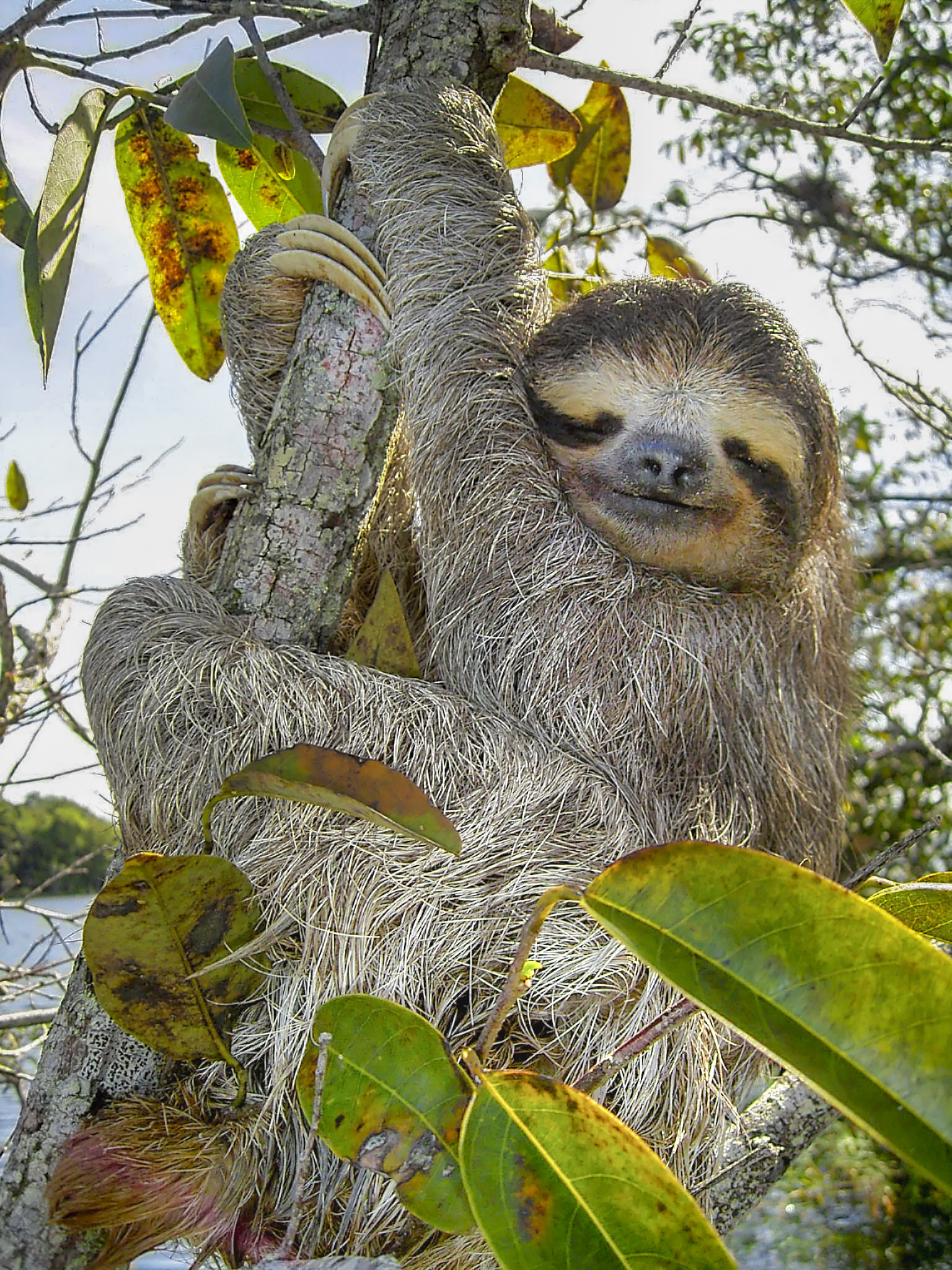
El oso perezoso o pelejo (Bradypus tridactylus) es uno de los mamíferos más lentos del mundo. Es uno de los animales más representativos de la fauna amazónica peruana.

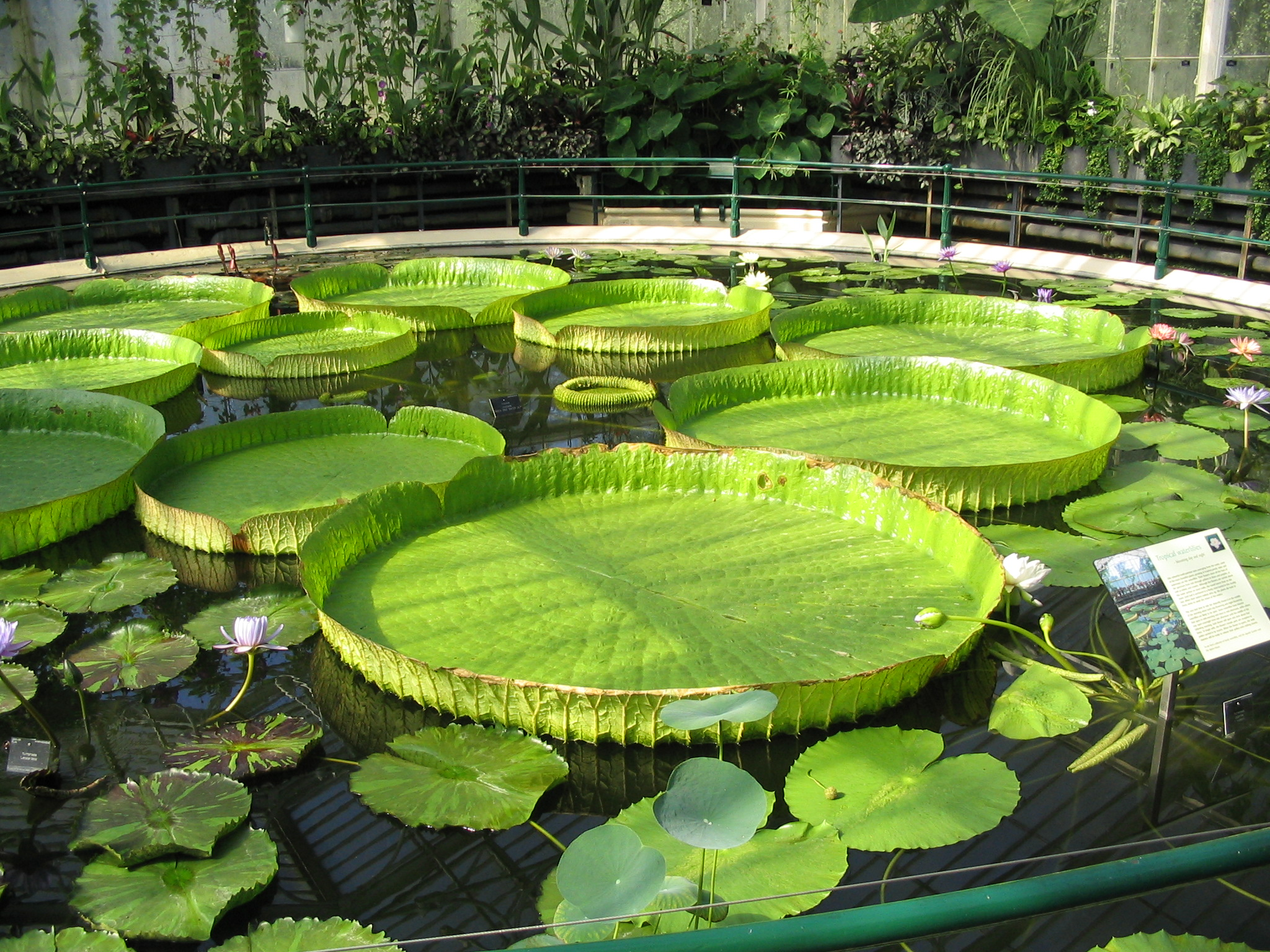
La Victoria amazónica se encuentra en abundancia en los ríos de la selva baja.

En el Perú, la Selva y el Oriente (antiguamente llamada la montaña) son denominaciones locales de la Amazonia, la gran selva tropical de América del Sur.  La porción de territorio que este bioma ocupa, tiene un área de más de 782.800 km² desde las estribaciones orientales de la cordillera de los Andes hasta los límites políticos con Ecuador, Colombia, Brasil y Bolivia en el llano amazónico. En términos comparativos, la Amazonia Peruana es más grande que Chile en superficie.
La Amazonía peruana es una de las áreas con mayor biodiversidad y endemismos del planeta, así como la región biogeográfica peruana con menor población humana.  No obstante tener la menor densidad poblacional del país, es a su vez la más diversa antropológicamente. La mayor parte de etnias del país se asientan en ella y son habladas allí el grueso de las lenguas autóctonas del Perú.

## Extensión
La mayor parte del territorio del Perú está cubierto por la densa selva amazónica. Según el Instituto de Investigaciones de la Amazonía Peruana (IIAP), 782.880,55 km² de territorio peruano son biogeográficamente Amazonía, lo cual supone un 13,05% del total continental, el segundo territorio nacional amazónico más grande, después del Brasil.  La cuenca del Amazonas, que nace en las cumbres de los Andes, ocupa un territorio mucho mayor de 967.922,47 km², un 16,13% del total de la cuenca.
En el Perú se denomina Amazonía a todos los territorios que se ubican al oriente de la Cordillera de los Andes que comprende la selva tropical e hidrográficamente todos los ríos son tributarios de la cuenca del río Amazonas.
Se trata de una enorme depresión geológica en los que predominan las grandes llanuras, montañas, pequeñas áreas de montaña, los territorios inundables en el tiempo de crecida de los ríos. Localmente algunos le llaman "montaña", selva amazónica o jungla.
Históricamente está asociada al mito o leyenda de El Dorado y el País de la Canela y a principios del siglo XX con la era del caucho.
Ocupa el 62% del territorio peruano y su densidad de población es muy baja (8%).
El clima marca dos temporadas básicas, la temporada seca con bajos niveles de aguas y es llamada verano (abril - octubre) y la temporada de lluvias (noviembre - marzo) en la que los niveles de aguas se eleva notablemente y genera grandes extensiones de terreno inundados.
La amazonía es considerada como la mayor reserva de recursos naturales biológicos de la Tierra (incluido el territorio amazónico de Brasil), además de ser la primera fuente generadora de oxígeno del planeta. Además, existen otras grandes fuentes de recursos naturales como los yacimientos de petróleo, gas natural y lavaderos de oro.
En la amazonía peruana se registran:
64 tribus y sub-tribus de seres humanos nativos y aborígenes.
14,712 especies de animales (8,000 únicos), 700 clases de mariposas, 282 de aves, 625 de insectos, 250 de reptiles, 2,000 de peces, mamíferos únicos, etc ., muchas de ellas endémicas.
20,000 o más especies botánicas, habiéndose encontrado hasta 100 especies en un área de 1 km² 
Hay muchas especies zoológicas y botánicas por descubrir y clasificar científicamente.
En tiempos pasados, la falta de protección de legislación adecuada permitía la caza libre de algunas especies, llevándolas casi a la extinción, como el lagarto negro, la nutria gigante del río y algunos felinos por su valiosa piel. Hoy en día existen leyes de protección de la fauna y la flora y se han creado más de 50 áreas naturales protegidas que ocupan aproximadamente el 10% del territorio peruano.
En el área de selva baja en la amazonía predomina el transporte fluvial y aéreo. Los ríos son el camino natural para el transporte de carga, comercio y para las personas, las embarcaciones van desde las balsas y canoas hechas a mano hasta embarcaciones de madera de o casco de acero. En el área de la selva baja el transporte terrestre es escaso o inexistente y existen pocas carreteras.

## Ecorregiones y clima

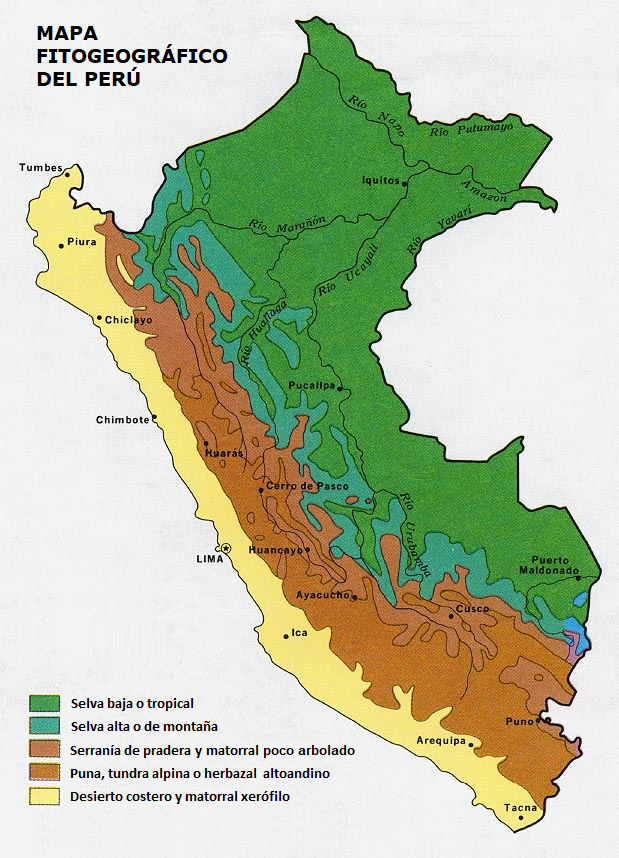
Hacia el Oriente la Selva Baja (selva tropical) y la Selva Alta (selva de montaña).

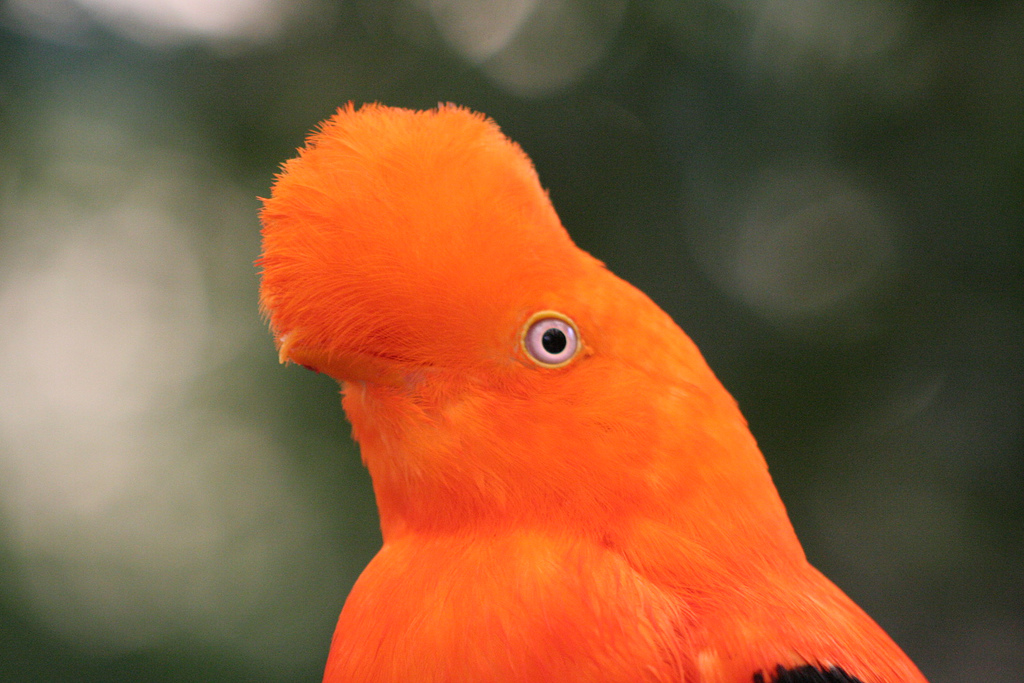
Individuo macho del gallito de las rocas o tunki (Rupicola peruviana), ave de las yungas peruanas.

La Amazonía peruana conforma de por sí una región biogeográfica constituida por el bioma de selva lluviosa cuya vegetación representativa es el bosque denso siempreverde de hoja ancha y su clima es tropical húmedo. Bajo la división tradicional realizada por Javier Pulgar Vidal en 1938, la amazonía peruana está conformada por dos pisos altitudinales bien diferenciados: La Selva baja y la Selva alta.

### Selva alta
La Selva Alta, también llamada Rupa-Rupa, ceja de selva, yungas o bosques lluviosos de altura. Es una ecorregión de selva montana nubosa muy lluviosa que se extiende en las estribaciones orientales de los Andes peruanos, entre los 800 a 3.800 m s. n. m. Sus temperaturas son cálidas en las partes bajas y templadas en las partes de mayor altura. La fauna es mayormente de origen amazónico con muchos endemismos (seres vivos que solo habitan en dicho lugar mas no en otro en el mundo), debido al factor de aislamiento, ocasionada por la orografía accidentada de esta zona. La amazonía del Perú se divide a su vez en tres grandes áreas, definidas por su geografía y clima:
- La Selva Alta. Llamada también Rupa Rupa.
- La Selva Baja. Llamada también Omagua.

Los territorios de la selva alta o yunga se extienden a lo largo del flanco oriental de la Cordillera de los Andes, entre los 3,800 y 800 m.s.n.m., justo sobre la llanura amazónica. Su clima es cálido y muy húmedo, haciéndose frío a medida que se acerca a las alturas andinas. Aquí llueve más que en ningún otro lugar del país (hasta 5.000 mm anuales), lo que permite que se formen numerosos torrentes y cascadas de agua cristalina.
Su relieve es montañoso y complejo, con valles angostos y profundas quebradas, siempre cubiertos por una selva impenetrable. En sus partes más altas, generalmente envueltas en niebla y lloviznas, se ubican los bosques de nubes, mientras en las zonas más bajas se encuentran las colinas que forman la llamada «ceja de montaña».
La vegetación en las yungas es quizás la más exuberante de los trópicos, con muchas orquídeas, begonias gigantes y helechos arbóreos. Este es también el hogar del gallito de las rocas, el ave nacional del Perú; el oso de anteojos, única especie de oso sudamericano; el mono choro de cola amarilla, que hasta hace poco se creía extinto; los quetzales, el pato de los torrentes, más de veinte variedades de picaflores y varias docenas de especies de aves fruteras.

### Selva baja
La Selva Baja, conocida también con el nombre de región Omagua, bosque tropical amazónico o llanura amazónica, es una ecorregión de selva tropical de planicie. Esta ecorregión es la más extensa del Perú, se alza entre los 80 a 800 m s. n. m. Posee un clima tropical lluvioso muy cálido, su temperatura media es de 28 °C, alta humedad relativa (superior al 75%) y gran cantidad de precipitaciones pluviales. Sus suelos son muy heterogéneos, pero casi todos son de origen fluvial y debido a las altas temperaturas y altas precipitaciones poseen pocos nutrientes. Destaca la presencia de grandes y caudalosos ríos como el Amazonas, Ucayali, Marañón, Putumayo, Yavarí, Napo, Tigre y Pastaza.

## Biodiversidad
La selva amazónica del Perú es una de las zonas con mayor diversidad biológica del planeta. Es tan grande la variedad de especies que se estima que la mayor parte de ellas sigue sin ser descubierta y menos estudiadas adecuadamente. El Perú es el segundo país, tras Colombia (que incluyen el territorio extracontinental de las islas caribeñas: Providencia y San Andrés), en lo que respecta a cantidad de especies de aves en el mundo y el tercero en cuanto a mamíferos, de los que 44% y 63% respectivamente habita en la Amazonia peruana.
| Grupo taxonómico                                    | Especies registradas en el Mundo | Especies registradas en el Perú | Especies registradas en la Amazonía Peruana | % Perú Vs. Mundo | % Amazonía Peruana Vs. Perú |
| --------------------------------------------------- | -------------------------------- | ------------------------------- | ------------------------------------------- | ---------------- | --------------------------- |
| Anfibios                                            | 5.125                            | 403                             | 262                                         | 8                | 65                          |
| Aves                                                | 9.672                            | 1.878                           | 806                                         | 19               | 44                          |
| Fanerógamas o plantas superiores (plantas con flor) | 250.000                          | 17.144                          | 7.372                                       | 7                | 43                          |
| Helechos (Pteridophyta)                             | 10.000                           | 1.000                           | 700                                         | 10               | 70                          |
| Mamíferos                                           | 4.629                            | 462                             | 293                                         | 10               | 63                          |
| Lepidópteros (mariposas diurnas)                    | 16.000                           | 3.366                           | 2.500                                       | 21               | 74                          |
| Peces continentales                                 | 8.411                            | 900                             | 697                                         | 11               | 77                          |
| Reptiles                                            | 7.855                            | 395                             | 180                                         | 5                | 46                          |

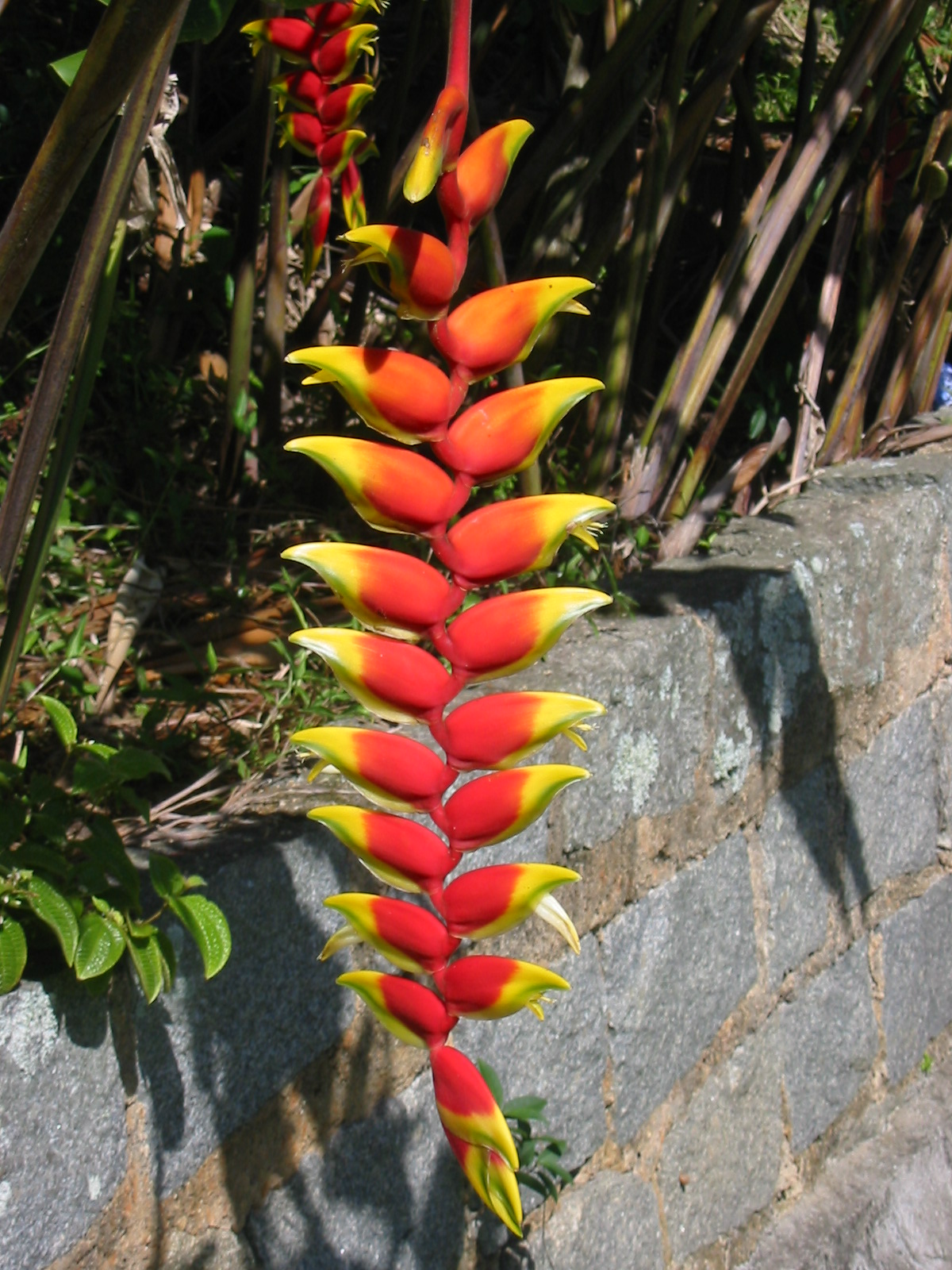
Heliconia sp.

Esta tabla fue elaborada con información obtenida de diversas fuentes (años 1997, 2001 y 2006) y citado en el Plan de Negocios del SIAMAZONÍA y en el Sitio web del autor "Mi Selva".

## Hidrografía
Los ríos de la Amazonia pertenecen a la Cuenca del Atlántico, curso Oeste-Este.

## Áreas naturales protegidas en la Amazonia peruana
El Estado peruano, a través del Servicio Nacional de Áreas Naturales Protegidas por el Estado (SERNANP) ha declarado diferentes áreas de la Amazonia como zonas de protección, por sus diferentes características geográficas y su flora y fauna representativa. Todas estas áreas forman parte del Sistema Nacional de Áreas Protegidas por el Estado.
Algunas de estas áreas naturales protegidas son:
- Parque nacional Tingo Maria
- Parque nacional del Río Abiseo, Juanjuí, región San Martín.
- Reserva nacional Matsés, región Loreto.
- Reserva nacional Pacaya Samiria, región Loreto.
- Reserva nacional Allpahuayo Mishana, región Loreto.
- Parque nacional del Manu, regiones Cusco, Madre de Dios.
- Reserva nacional Tambopata, región Madre de Dios.
- Parque nacional Bahuaja Sonene, regiones Madre de Dios y Puno.
- Reserva Comunal Amarakaeri, región Madre de Dios.
- Parque nacional Sierra del Divisor, región Loreto.
- Parque nacional Alto Purús, región Ucayali.

## Territorios y comunidades indígenas
Michael Esbach y otros investigadores han analizado cómo la distribución, conectividad y gobernanza de los territorios indígenas en la Amazonía influyen en la conservación. Introducen el concepto de Archipiélagos de Territorios Indígenas (AIT), agrupaciones conectadas cultural y políticamente, y los clasifican en cuatro categorías según el control de una o varias naciones indígenas. Destacan que estos territorios cubren más del 27% de la región y contribuyen a la conservación de la biodiversidad, la cobertura forestal y las reservas de carbono, aunque enfrentan amenazas como la colonización y proyectos de desarrollo. Los AIT albergan mayor diversidad de especies que los territorios individuales y fortalecen la resiliencia amazónica al conectar ecosistemas y sostener prácticas indígenas de conservación.

La conservación de la Amazonía depende de estrategias que integren la protección de los ecosistemas con el bienestar de las comunidades locales. Mientras los Archipiélagos de Territorios Indígenas (AIT) destacan por su papel en la conectividad ecológica y la gobernanza indígena, otros enfoques, como los planes de manejo de vida silvestre, también han demostrado ser herramientas eficaces para la sostenibilidad. En este contexto, la Reserva Comunitaria Tamshiyacu-Tahuayo en la Amazonía peruana representa un ejemplo de cómo la gestión responsable de los recursos naturales puede contribuir tanto a la conservación de la biodiversidad como al desarrollo económico de las comunidades locales.
El plan de manejo de la Reserva Comunitaria Tamshiyacu-Tahuayo (TTCR) en la Amazonía peruana ha demostrado que la caza sostenible puede integrarse con la conservación de la biodiversidad. A través de regulaciones estrictas y monitoreo constante, se ha logrado mantener estables las poblaciones de especies clave como pecaríes y venados, aunque la paca ha mostrado una ligera disminución. La iniciativa ha mejorado la economía local al permitir la venta legal y certificada de carne silvestre, beneficiando a las comunidades y generando ingresos para proyectos comunitarios. Sin embargo, el cambio climático y la variabilidad en la disponibilidad de recursos naturales representan desafíos para su sostenibilidad. El modelo de la TTCR es un ejemplo de cómo la gestión responsable de la caza puede equilibrar la conservación y las necesidades económicas, ofreciendo una alternativa al comercio ilegal de carne silvestre.

## Erosión del Suelo Amazónico
La Amazonía peruana enfrenta una creciente pérdida de suelo fértil debido a la deforestación y a prácticas agrícolas insostenibles. En la subcuenca de Neshuya, región de Ucayali, el avance de la frontera agrícola desde 2014 ha agravado la degradación del suelo. Un estudio basado en el modelo RUSLE reveló un incremento en la erosión de 3,87 a 4,55 toneladas por hectárea al año entre 2016 y 2022. Además, el 7,65% del área estudiada supera el umbral de tolerancia de pérdida de suelo de 15 toneladas por hectárea al año.

En Neshuya, la agricultura de roza y quema degrada la fertilidad del suelo, obligando a abrir nuevas áreas de cultivo. La construcción de caminos de tierra, que aumentaron de 4,68 km² a 6,49 km² entre 2016 y 2022, facilita la expansión agrícola y la deforestación. La falta de educación y recursos financieros limita la adopción de prácticas sostenibles. La fertilidad del suelo disminuye con la deforestación debido a la reducción del carbono orgánico y a la compactación del suelo. La agroforestería es una estrategia viable para reducir la degradación del suelo y mejorar la sostenibilidad agrícola. Estudios en Indonesia han demostrado que los sistemas agroforestales pueden reducir la erosión hasta tres veces en comparación con monocultivos.